# كنيسة القديس جورج (قلعة وندسور)
كنيسة القديس جورج هي كنيسة لإقامة الشعائر الدينية بقلعة ويندسور في إنجلترا، المملكة المتحدة.